# Angelbachtal
Angelbachtal település Németországban, azon belül Baden-Württembergben. Lakosainak száma 5217 fő (2023. december 31.).

## Népesség
A település népessége az elmúlt években az alábbi módon változott:
| Lakosok száma | 3430 | 4962 | 5034 | 5111 | 5103 | 5159 | 5217 |
|               | 1975 | 2014 | 2017 | 2019 | 2021 | 2022 | 2023 |